# Ро, Феликс
Ро, Феликс (фр. Félix Rault; 1736, Бордо — около 1800) — французский флейтист и композитор.
Сын Луи Ро, фаготиста Парижской оперы. В отрочестве учился у своего отца, затем у Мишеля Блаве. С 17 лет время от времени замещал своего учителя, играя партию первой флейты в оркестре Парижской Оперы, а с 1758 окончательно сменил его. С 1768 г. играл в королевской капелле. В 1776 г. вышел в отставку, однако во время Французской революции впал в нищету и вынужден был вернуться в один из парижских театральных оркестров. По мнению Жана Бенжамена Делаборда (1780),

со времён смерти Блаве никто не доводил искусство игры на флейте до такого совершенства, особенно в аккомпанировании голосу — ремесле куда более трудном, чем концертное исполнительство… Ро непревзойдён по лёгкости, с которой он читает музыку, а также по стилю и выразительности.

Оставил ряд произведений флейтового репертуара. Среди многочисленных учеников Ро три первых профессора Парижской консерватории — Франсуа Девьен, Иоганн Георг Вундерлих и Антон Юго.
Дата и обстоятельства смерти Феликса Ро не известны.